# Резолюции Совета Безопасности ООН 1701—1800
Это список резолюций Совета Безопасности ООН с 1701 по 1800, принятых в период с 11 августа 2006 г. по 20 февраля 2008 г.
| Резолюция | Дата             | Голосование                                                 | Вопрос |
| --------- | ---------------- | ----------------------------------------------------------- | --- |
| 1701      | 11 августа 2006  | 15-0-0                                                      | Требует прекращения огня во Второй ливанской войне                                                           |
| 1702      | 15 августа 2006  | 15-0-0                                                      | Продлевает мандат Миссии ООН по стабилизации в Гаити                                                         |
| 1703      | 18 августа 2006  | 15-0-0                                                      | Продлевает мандат Отделения ООН в Восточном Тиморе                                                           |
| 1704      | 25 августа 2006  | 15-0-0                                                      | Учреждает Интегрированную миссию ООН в Восточном Тиморе                                                      |
| 1705      | 29 августа 2006  | 15-0-0                                                      | Срок полномочий судей Международного трибунала по Руанде                                                     |
| 1706      | 31 августа 2006  | 12-0-3 (воздержались: Катар, Китай, Россия)                 | Расширяет мандат Миссии ООН в Судане, включая развёртывание в Дарфуре                                        |
| 1707      | 12 сентября 2006 | 15-0-0                                                      | Продлевает полномочия, данные Международным силам содействия безопасности в Афганистане                      |
| 1708      | 14 сентября 2006 | 15-0-0                                                      | Продлён мандат группы экспертов по наблюдению за санкциями против Кот-д'Ивуара                               |
| 1709      | 22 сентября 2006 | 15-0-0                                                      | Продлевает мандат Миссии ООН в Судане                                                                        |
| 1710      | 29 сентября 2006 | 15-0-0                                                      | Продлевает мандат Миссии ООН в Эфиопии и Эритрее                                                             |
| 1711      | 29 сентября 2006 | 15-0-0                                                      | Продлевает мандат Миссии ООН в Демократической Республике Конго                                              |
| 1712      | 29 сентября 2006 | 15-0-0                                                      | Продлевает мандат Миссии ООН в Либерии                                                                       |
| 1713      | 29 сентября 2006 | 15-0-0                                                      | Продлён мандат группы экспертов по наблюдению за санкциями против Дарфура (Судан)                            |
| 1714      | 6 октября 2006   | 15-0-0                                                      | Продлевает мандат Миссии ООН в Судане                                                                        |
| 1715      | 9 октября 2006   | Принята путём аккламации                                    | Рекомендует Пан Ги Муна на пост Генерального секретаря ООН                                                   |
| 1716      | 13 октября 2006  | 15-0-0                                                      | Продлён мандат Миссии ООН по наблюдению в Грузии                                                             |
| 1717      | 13 октября 2006  | 15-0-0                                                      | Срок полномочий судей Международного трибунала по Руанде                                                     |
| 1718      | 14 октября 2006  | 15-0-0                                                      | Вводит санкции против КНДР после заявленного ядерного испытания                                              |
| 1719      | 25 октября 2006  | 15-0-0                                                      | Учреждение Объединённого представительства ООН в Бурунди                                                     |
| 1720      | 31 октября 2006  | 15-0-0                                                      | Продлевает мандат Миссии ООН по проведению референдума в Западной Сахаре                                     |
| 1721      | 1 ноября 2006    | 15-0-0                                                      | Мирный процесс в Кот-д'Ивуаре                                                                                |
| 1722      | 21 ноября 2006   | 15-0-0                                                      | Продлевает мандат EUFOR Althea на 12 месяцев                                                                 |
| 1723      | 28 Ноября 2006   | 15-0-0                                                      | Продлевает полномочия Многонациональных сил в Ираке                                                          |
| 1724      | 29 ноября 2006   | 15-0-0                                                      | Восстанавливает группу экспертов по наблюдению за эмбарго на поставки оружия в Сомали                        |
| 1725      | 6 декабря 2006   | 15-0-0                                                      | Уполномочивает миссию по обучению и защите в Сомали                                                          |
| 1726      | 15 декабря 2006  | 15-0-0                                                      | Продлевает мандат Операции ООН в Кот-д’Ивуаре и французских сил                                              |
| 1727      | 15 декабря 2006  | 15-0-0                                                      | Продлевает мандат группы экспертов по наблюдению за санкциями против Кот-д'Ивуара                            |
| 1728      | 15 декабря 2006  | 15-0-0                                                      | Продлён мандат Вооружённых сил ООН по поддержанию мира на Кипре                                              |
| 1729      | 15 декабря 2006  | 15-0-0                                                      | Продлевает мандат Сил ООН по наблюдению за разъединением                                                     |
| 1730      | 19 декабря 2006  | 15-0-0                                                      | Общие вопросы, касающиеся санкций                                                                            |
| 1731      | 20 декабря 2006  | 15-0-0                                                      | Продлевает эмбарго на поставки оружия, алмазов и поездки в отношении Либерии                                 |
| 1732      | 21 декабря 2006  | 15-0-0                                                      | Общие вопросы, касающиеся санкций                                                                            |
| 1733      | 22 декабря 2006  | Принята путём аккламации                                    | Дань уважения уходящему Генеральному секретарю Кофи Аннану                                                   |
| 1734      | 22 декабря 2006  | 15-0-0                                                      | Продлевает мандат Объединённого представительства ООН в Сьерра-Леоне                                         |
| 1735      | 22 декабря 2006  | 15-0-0                                                      | Меры против «Аль-Каиды» и «Талибана»                                                                         |
| 1736      | 22 декабря 2006  | 15-0-0                                                      | Увеличивает численность Миссии ООН в Демократической Республике Конго                                        |
| 1737      | 23 декабря 2006  | 15-0-0                                                      | Санкции против Ирана из-за его ядерной программы                                                             |
| 1738      | 23 декабря 2006  | 15-0-0                                                      | Осуждает нападения на журналистов в конфликтных ситуациях                                                    |
| 1739      | 10 января 2007   | 15-0-0                                                      | Продлевает мандат Операции ООН в Кот-д'Ивуаре и французских сил                                              |
| 1740      | 23 января 2007   | 15-0-0                                                      | Учреждает Миссию ООН в Непале                                                                                |
| 1741      | 30 января 2007   | 15-0-0                                                      | Продлевает мандат Миссии ООН в Эфиопии и Эритрее                                                             |
| 1742      | 15 февраля 2007  | 15-0-0                                                      | Продлевает мандат Миссии ООН в Демократической Республике Конго                                              |
| 1743      | 15 февраля 2007  | 15-0-0                                                      | Продлевает мандат Миссии ООН по стабилизации в Гаити                                                         |
| 1744      | 21 февраля 2007  | 15-0-0                                                      | Уполномочивает Миссию Африканского союза в Сомали                                                            |
| 1745      | 22 февраля 2007  | 15-0-0                                                      | Продлевает мандат Интегрированной миссии ООН в Восточном Тиморе; увеличивает силу                            |
| 1746      | 23 марта 2007    | 15-0-0                                                      | Продлён мандат Миссии ООН по содействию Афганистану                                                          |
| 1747      | 24 марта 2007    | 15-0-0                                                      | Новые санкции против Ирана из-за его ядерной программы                                                       |
| 1748      | 27 марта 2007    | 15-0-0                                                      | Продлевает мандат Международной независимой комиссии ООН по расследованию в Ливане                           |
| 1749      | 28 марта 2007    | 15-0-0                                                      | Отменено требование об уведомлении об экспорте оружия в Руанду                                               |
| 1750      | 30 марта 2007    | 15-0-0                                                      | Продлевает мандат Миссии ООН в Либерии                                                                       |
| 1751      | 13 апреля 2007   | 15-0-0                                                      | Продлевает мандат Миссии ООН в Демократической Республике Конго                                              |
| 1752      | 13 апреля 2007   | 15-0-0                                                      | Продлён мандат Миссии ООН по наблюдению в Грузии                                                             |
| 1753      | 27 апреля 2007   | 15-0-0                                                      | Снят запрет на импорт алмазов из Либерии                                                                     |
| 1754      | 30 апреля 2007   | 15-0-0                                                      | Продлевает мандат Миссии ООН по проведению референдума в Западной Сахаре                                     |
| 1755      | 30 апреля 2007   | 15-0-0                                                      | Продлевает мандат Миссии ООН в Судане                                                                        |
| 1756      | 15 мая 2007      | 15-0-0                                                      | Продлевает мандат Миссии ООН в Демократической Республике Конго                                              |
| 1757      | 30 мая 2007      | 10-0-5 (воздержались: Индонезия, Катар, Китай, Россия, ЮАР) | Учреждает Специальный трибунал по Ливану для судебного преследования виновных в убийстве Рафика Харири       |
| 1758      | 15 июня 2007     | 15-0-0                                                      | Продлён мандат Вооружённых сил ООН по поддержанию мира на Кипре                                              |
| 1759      | 20 июня 2007     | 15-0-0                                                      | Продлевает мандат Сил ООН по наблюдению за разъединением                                                     |
| 1760      | 20 июня 2007     | 15-0-0                                                      | Восстанавливает экспертную группу по наблюдению за санкциями в отношении алмазов и древесины против Либерии  |
| 1761      | 20 июня 2007     | 15-0-0                                                      | Продлён мандат экспертной группы по наблюдению за санкциями в отношении оружия и алмазов против Кот-д'Ивуара |
| 1762      | 29 июня 2007     | 14-0-1 (воздержалась: Россия)                               | Упраздняет Комиссию ООН по наблюдению, контролю и инспекциям в Ираке                                         |
| 1763      | 29 июня 2007     | 15-0-0                                                      | Продлевает мандат Операции ООН в Кот-д'Ивуаре и французских сил                                              |
| 1764      | 29 июня 2007     | 15-0-0                                                      | Назначает Мирослава Лайчака Верховным представителем по Боснии и Герцеговине                                 |
| 1765      | 16 июля 2007     | 15-0-0                                                      | Продлевает мандат Операции ООН в Кот-д'Ивуаре и французских сил                                              |
| 1766      | 23 июля 2007     | 15-0-0                                                      | Продлен мандат группы экспертов по наблюдению за эмбарго на поставки оружия в Сомали                         |
| 1767      | 30 июля 2007     | 15-0-0                                                      | Продлевает мандат Миссии ООН в Эфиопии и Эритрее                                                             |
| 1768      | 31 июля 2007     | 15-0-0                                                      | Продлевает эмбарго на поставки оружия в Демократическую Республику Конго                                     |
| 1769      | 31 июля 2007     | 15-0-0                                                      | Разрешает развёртывание Совместной операции Африканского союза — ООН в Дарфуре                               |
| 1770      | 10 августа 2007  | 15-0-0                                                      | Продлевает мандат Миссии ООН по содействию Ираку                                                             |
| 1771      | 10 августа 2007  | 15-0-0                                                      | Продлевает эмбарго на поставки оружия в Демократическую Республику Конго                                     |
| 1772      | 20 августа 2007  | 15-0-0                                                      | Санкционирует продолжение Миссии Африканского союза в Сомали                                                 |
| 1773      | 24 августа 2007  | 15-0-0                                                      | Продлён мандат Временных сил ООН в Ливане                                                                    |
| 1774      | 14 сентября 2007 | 15-0-0                                                      | Повторно назначает Хассана Бубакара Яллоу обвинителем Международного трибунала по Руанде                     |
| 1775      | 14 сентября 2007 | 14-0-1 (воздержалась: Россия)                               | Продлевает назначение Карлы дель Понте на должность обвинителя Международного трибунала по бывшей Югославии  |
| 1776      | 19 сентября 2007 | 14-0-1 (воздержалась: Россия)                               | Продлевает полномочия Международных сил содействия безопасности в Афганистане                                |
| 1777      | 20 сентября 2007 | 15-0-0                                                      | Продлевает мандат Миссии ООН в Либерии                                                                       |
| 1778      | 25 сентября 2007 | 15-0-0                                                      | Учреждает Миссию ООН в Центральноафриканской Республике и Чаде                                               |
| 1779      | 28 сентября 2007 | 15-0-0                                                      | Продлён мандат группы экспертов по наблюдению за санкциями против Дарфура (Судан)                            |
| 1780      | 15 октября 2007  | 15-0-0                                                      | Продлевает мандат Миссии ООН по стабилизации в Гаити                                                         |
| 1781      | 15 октября 2007  | 15-0-0                                                      | Продлен мандат Миссии ООН по наблюдению в Грузии                                                             |
| 1782      | 29 октября 2007  | 15-0-0                                                      | Продлевает санкции против Кот-д'Ивуара                                                                       |
| 1783      | 31 октября 2007  | 15-0-0                                                      | Продлевает мандат Миссии ООН по проведению референдума в Западной Сахаре                                     |
| 1784      | 31 октября 2007  | 15-0-0                                                      | Продлевает мандат Миссии ООН в Судане                                                                        |
| 1785      | 21 ноября 2007   | 15-0-0                                                      | Продлевает мандат EUFOR Althea в Боснии и Герцеговине                                                        |
| 1786      | 28 ноября 2007   | 15-0-0                                                      | Назначает Сержа Браммерца обвинителем Международного трибунала по бывшей Югославии                           |
| 1787      | 10 декабря 2007  | 15-0-0                                                      | Продлён срок полномочий Исполнительного директората Контртеррористического комитета                          |
| 1788      | 14 декабря 2007  | 15-0-0                                                      | Продлевает мандат Сил ООН по наблюдению за разъединением                                                     |
| 1789      | 14 декабря 2007  | 15-0-0                                                      | Продлён мандат Вооружённых сил ООН по поддержанию мира на Кипре                                              |
| 1790      | 18 декабря 2007  | 15-0-0                                                      | Продлевает мандат Миссии ООН по содействию Ираку                                                             |
| 1791      | 19 декабря 2007  | 15-0-0                                                      | Продлевает мандат Объединённого представительства ООН в Бурунди                                              |
| 1792      | 19 декабря 2007  | 15-0-0                                                      | Продлевает запрет на оружие и поездки в Либерию                                                              |
| 1793      | 21 декабря 2007  | 15-0-0                                                      | Продлевает мандат Объединённого представительства ООН в Сьерра-Леоне                                         |
| 1794      | 21 декабря 2007  | 15-0-0                                                      | Продлевает мандат Миссии ООН в Демократической Республике Конго                                              |
| 1795      | 15 января 2008   | 15-0-0                                                      | Продлевает мандат Операции ООН в Кот-д'Ивуаре и французских сил                                              |
| 1796      | 23 января 2008   | 15-0-0                                                      | Продлевает мандат Миссии ООН в Непале                                                                        |
| 1797      | 30 января 2008   | 15-0-0                                                      | Уполномочивает Миссию ООН в Демократической Республике Конго организовывать и проводить местные выборы       |
| 1798      | 30 января 2008   | 15-0-0                                                      | Продлевает мандат Миссии ООН в Эфиопии и Эритрее                                                             |
| 1799      | 15 февраля 2008  | 15-0-0                                                      | Продлевает санкции против Демократической Республики Конго                                                   |
| 1800      | 20 февраля 2008  | 15-0-0                                                      | Назначение временных судей Международного трибунала по бывшей Югославии                                      |